# Les héros sont fatigués
Pour plus de détails, voir Fiche technique et Distribution.
Les héros sont fatigués est un film dramatique français réalisé par Yves Ciampi en 1954 et sorti en 1955.

## Synopsis
Dans un pays d'Afrique, un ancien pilote de chasse français (Michel Rivière) devenu pilote de brousse se rend compte qu'il transporte en contrebande une quantité importante de diamants. Il décide de les écouler à son propre profit. Par ailleurs le propriétaire des diamants charge un autre ancien pilote de chasse, allemand (Wolf Gerke), de les récupérer. Les deux hommes vont sympathiser quand ils découvrent qu'ils ont combattu au même endroit. Ils revivent en buvant les périodes de la guerre où ils furent des héros.

## Fiche technique
- Titre : Les héros sont fatigués
- Réalisation : Yves Ciampi, assisté de Jean Dewever
- Scénario original : Yves Ciampi et J.L. Bost d'après un récit de Christine Garnier (éditions Bernard Grasset)
- Adaptation : Jean-Charles Tacchella
- Dialogues : Henri-François Rey
- Photographie : Henri Alekan
- Son : Pierre Calvet
- Cameraman : Gustave Raulet
- Décors : René Moulaert
- Chef monteur : Roger Dwyre
- Chef maquilleur : Alexandre Marcus
- Maquilleuse : Lisette Marcus
- Coiffeuse : Huguette Lalaurette
- Ensemblier : Pierre Charron
- Photographe de plateau : Roger Corbeau
- Musique : Louiguy
- Voix : Édith Piaf, Tohama et André Claveau
- Script-girl : Madeleine Lefèvre
- Régisseur général : Georges Testard
- Directeur de production : Julien Rivière
- Sociétés de production : Central Cinema Company Film (CCC), Cila Films et Terra Films
- Pays de production :  France
- Format : Noir et blanc - 1,37:1 - 35 mm - Son mono
- Genre : Drame
- Durée : 115 minutes
- Date de sortie :
  - France - 13 septembre 1955

## Distribution
- Yves Montand : Michel Rivière
- María Félix : Manuella
- Jean Servais : François Séverin
- Curd Jürgens : Wolf Gerke
- Gérard Oury : Villeterre
- Gert Fröbe : Hermann
- Élisabeth Manet
- Harry Max
- Jean Verner
- Manolo Montez
- James Campbell
- Rudy Castell
- Gordon Heath

## Tournage
Le film a été tourné :
- département des Bouches-du-Rhône en Camargue
- dans le département du Gard à Anduze ; la première scène du film rappelle le Salaire de la peur, dans lequel a tournée Yves Montand l'année précédente. Le camion conduit par Harry Max (comme Charles Vanel en 1953) traverse la palmeraie d'Anduze qui sert également de décor au film d'Henri-Georges Clouzot. Yves Montand porte la même tenue et est coiffé de la même manière...
- dans le département du Val-d'Oise à Aérodrome de Pontoise-Cormeilles, Cormeilles-en-Vexin, Boissy-l'Aillerie et à Génicourt.